# Hormizd (fils d'Hormizd II)
Pour les articles homonymes, voir Hormizd.
Hormizd ou Hormisdas de Perse (grec : Ὁρμίσδας) est un prince sassanide de Perse du IVe siècle de notre ère.

## Biographie
Hormizd naît vers 280 en Perse. Il est le troisième fils d'Hormizd II et de sa première épouse. En 309, son père meurt et son frère aîné Adhur-Narseh accède au trône de Perse. Mais celui-ci se serait fait particulièrement remarquer pour sa cruauté et il est détrôné et tué par les nobles et le clergé après seulement quelques mois de règne. Le second fils d'Hormizd II, dont l'histoire n'a pas donné le nom, est aveuglé tandis qu'Hormizd est emprisonné, pendant treize ans.
En 322, il s'enfuit et se réfugie à Constantinople où l'empereur Constantin Ier lui offre de grands domaines qui sont plus tard réunis dans les domaines de l'empereur au VIe siècle par Justinien Ier.

## Postérité
En 361, un autre Hormisdas sert comme général dans l'armée de l'empereur Julien qui entre en campagne contre la Perse. Il s'agit de son fils qui est ensuite procureur d'Asie en 365-366 et comes rei militaris vers 379.
S'appuyant sur la rareté de l'utilisation du nom iranien « Hormizd/Hormisdas » dans le monde latin, Christian Settipani émet l'hypothèse qu'un descendant homonyme (petit-fils ?) de cet Hormisdas fut « préfet d'Illyrie » en 448 puis « préfet du prétoire d'Orient » de fin 449 au 3 avril 450. Et que cet autre Hormisdas serait le grand-père (maternel ?)  du pape Hormisdas, fils du campanien Iustus et lui-même père d'un autre pape, Silvère.